# Episodi di Mucca e Pollo (seconda stagione)
La seconda stagione della serie animata Mucca e Pollo, composta da 26 episodi, è stata trasmessa negli Stati Uniti, da Cartoon Network, dal 16 maggio all'8 agosto 1998.
In Italia è stata trasmessa su Cartoon Network nel 1999.
| n°  | n°  | Titolo originale                          | Titolo italiano                  | Prima TV USA   | Prima TV Italia |
| --- | --- | ----------------------------------------- | -------------------------------- | -------------- | --------------- |
| 14a | 1a  | Fluffy the Anaconda                       | Un anaconda per amica            | 16 maggio 1998 | 1999            |
| 14b | 1b  | The Laughing Puddle                       | La pozzanghera che ride          | 16 maggio 1998 | 1999            |
| 15a | 2a  | Pirate Lessons                            | Lezioni di pirateria             | 23 maggio 1998 | 1999            |
| 15b | 2b  | Halloween with Dead Ghost, Coast to Coast | La notte di Halloween            | 23 maggio 1998 | 1999            |
| 16a | 3a  | Tongue Sandwich                           | La lingua di Mucca               | 30 maggio 1998 | 1999            |
| 16b | 3b  | Dream Date Chicken                        | L'appuntamento da sogno di Pollo | 30 maggio 1998 | 1999            |
| 17a | 4a  | Sumo Cow                                  | Mucca lottatrice di sumo         | 6 giugno 1998  | 1999            |
| 17b | 4b  | Comet!                                    | La cometa                        | 6 giugno 1998  | 1999            |
| 18a | 5a  | Dirty Laundry                             | Il bucato sporco                 | 13 giugno 1998 | 1999            |
| 18b | 5b  | Grizzly Beaver Safari                     | Il castoro grizzly               | 13 giugno 1998 | 1999            |
| 19a | 6a  | Boneless Kite                             | Pollo Smidollato per aquilone    | 20 giugno 1998 | 1999            |
| 19b | 6b  | Which Came First?                         | Prima l'uovo o la gallina?       | 20 giugno 1998 | 1999            |
| 20a | 7a  | Buffalo Gals                              | Ragazza Buffalo                  | 27 giugno 1998 | 1999            |
| 20b | 7b  | Cow and Chicken Reclining                 | Mucca e Pollo riciclano          | 27 giugno 1998 | 1999            |
| 21a | 8a  | Free Inside!                              | Prezzo gratis                    | 4 luglio 1998  | 1999            |
| 21b | 8b  | Journey to the Center of Cow              | Viaggio al centro di Mucca       | 4 luglio 1998  | 1999            |
| 22a | 9a  | The Karate Chick                          | Pollo fa il karate               | 11 luglio 1998 | 1999            |
| 22b | 9b  | Yard Sale                                 | Una vendita inutile              | 11 luglio 1998 | 1999            |
| 23a | 10a | Meet Lance Sackless                       | Incontro con Rosso senza braghe  | 18 luglio 1998 | 1999            |
| 23b | 10b | Who's Afraid of the Dark?                 | Chi ha paura del buio?           | 18 luglio 1998 | 1999            |
| 24a | 11a | The Bad News Plastic Surgeons             | Campionati di chirurgia plastica | 25 luglio 1998 | 1999            |
| 24b | 11b | The Exchange Stüdent                      | Lo studente straniero            | 25 luglio 1998 | 1999            |
| 25a | 12a | Child Star                                | Mucca star                       | 1º agosto 1998 | 1999            |
| 25b | 12b | Perpetual Energy                          | Energia perpetua                 | 1º agosto 1998 | 1999            |
| 26a | 13a | Bad Chicken                               | Pollo malvagio                   | 8 agosto 1998  | 1999            |
| 26b | 13b | Stay Awake                                | Stai sveglio                     | 8 agosto 1998  | 1999            |

## Un anaconda per amica
Mucca decide di comprarsi un animaletto per sentirsi meno sola, ma sfortunatamente compra un serpente infido che mangia i polli e che Mucca decide di chiamare "Fluffy". Il rettile tenta in diversi modi di ingoiare Pollo e alla fine Fluffy ingoia anche Mucca e i genitori, così Pollo decide di riportare l'animale nel negozio del Rosso in cui è stato comperato.

## La pozzanghera che ride
Pollo, Flem ed Earl deridono Mucca durante una partita di baseball. Mucca, però, lancia lontano la palla e, mentre si occupa a raggiungere la terza base lentamente, Pollo, Flem ed Earl vanno a prendere il pallone. Qui avviene loro una cosa sovrannaturale: vi è una pozzanghera molto strana che sembra ridere e che fa sparire Flem, Earl, Mamma, Papà e Mucca. Pollo, preso dalla paura, decide di chiamare aiuto, ma scopre che tutti gli abitanti della città sono scomparsi proprio nella pozzanghera che ride. A questo punto Pollo decide di entrare nella pozzanghera per scoprire cosa sta succedendo, ma scopre fortunatamente che la pozzanghera era solo l'entrata di un locale di Pollo Smidollato in cui tutti stanno assistendo ad uno spettacolo comico. Il Rosso spiega perciò che ogni cosa è possibile nei cartoni animati e se ne va dicendo che il locale di Pollo Smidollato è stato chiuso.

## Lezioni di pirateria
Il Rosso va casa di Mucca e Pollo fingendosi un insegnante di pirateria e portandoli, con il permesso di Mamma e Papà, ad istruirli, ma l'allenamento si rivela inutile. Il Rosso perde la pazienza e così offre come ultima possibilità quella di affondare una nave in cui ci sono Flem ed Earl. I due si rifiutano, così Il Rosso lo fa al posto loro, ma i due stufi si ribellano e lo fanno cadere dall'asse della nave, dove viene inseguito da uno squalo. Alla fine Pollo chiede attraverso il telefono dei soldi per prendere l'autobus, ma i genitori, scambiando ciò per una battuta, si mettono a ridere, costringendo i due a tornare a casa da soli.

## La notte di Halloween
Mucca e Pollo hanno finito di vedere un film horror, finché si rendono conto che è la festa di Halloween vedendo una trasmissione di un tizio chiamato il Fantasma Notturno (Il Rosso), il quale consiglia alle persone via telefono quali costumi indossare per andare a chiedere "dolcetto o scherzetto?". Pollo chiama alla televisione e il Fantasma Notturno gli consiglia di vestirsi da essere umano. A questo punto, anche Mucca vuole travestirsi come un umano e così i due indossano come costumi gli abiti dei loro genitori, ma, quando vanno a chiedere le caramelle, nessuno gliele dà, visto che sembrano dei veri adulti. Alla fine, quando sono scacciati anche dal Fantasma Notturno, Pollo si infuria e organizza una vendetta contro il demone, poiché egli ha consigliato loro gli abiti sbagliati. Il Fantasma Notturno vede però Pollo e decide di punirlo in diretta TV. Mucca, trasformata in Supermucca, picchia il Fantasma Notturno in TV buttandogli il latte addosso mentre Pollo la aiuta. Così il Fantasma Notturno si arrende ed è costretto a dare a Mucca e Pollo le caramelle non avute nella notte festiva.
- Note: il travestimento de Il Rosso in Fantasma Notturno e il programma che conduce sono una parodia di Space Ghost in Space Ghost Coast to Coast.

## La lingua di Mucca
Mentre si mette a parlare in continuazione, Mucca si fa sfuggire la lingua dalla bocca, che prende vita e scappa via dalla padrona. Mucca implora così Pollo di aiutare a riprendersela promettendogli che non lo disturberà più mentre parla e lui accetta. Nel frattempo la lingua combina un sacco di guai e si comporta come un ribelle. La polizia lo cerca e, mentre Mucca e Pollo cercano di riprendersela, la lingua va da un dottore di chirurgia plastica (Il Rosso), per farsi cambiare d'aspetto. Mentre il medico sta per farle l'anestesia, arrivano i poliziotti e la lingua per fermarli minaccia di fare l'anestesia al Rosso e alla fine gliela fa. La lingua torna quindi da Mucca, dicendole che non scapperà più, ma mentre la bovina esalta per la gioia, colpisce il bargiglio di Pollo, che si stacca prendendo vita e tentando di scappare, ma Pollo, intenzionato a non farlo fuggire, lo schiaccia con il piede.

## L'appuntamento da sogno di Pollo
Pollo è irritato perché Mamma e Papà non fanno altro che assegnargli faccende domestiche, così il padre mette il figlio in punizione. Pollo, ormai stufo, decide di scappare di casa per vivere una vita assieme al cugino Pollo Smidollato. Quest'ultimo afferma di avere un appuntamento con una ragazza di nome Linda, la quale decide di invitare anche il pennuto all'appuntamento. I tre si divertono tanto, però la ragazza è più interessata a Pollo che a Smidollato. Quest'ultimo sentendosi emarginato decide di chiamare la polizia, perciò alla fine dell'appuntamento arriva Il Rosso che nelle vesti di un poliziotto arresta Pollo per essere scappato e Linda per averlo portato all'appuntamento, così Pollo Smidollato ottiene la sua vendetta e si mette a ridacchiare.

## Mucca lottatrice di sumo
Mucca viene scelta per sostituire un campione di sumo ferito, riuscendo a vincere contro ogni avversario per via del suo peso. Pollo decide di approfittare dell'occasione minacciando a molti di fare quello che vuole lui altrimenti li farà picchiare da Mucca. Per questo Mucca viene temuta e considerata violenta da tutti. Fortunatamente, per via di un proprio problema di lattosio, Mucca si fa espellere, mentre Pollo viene picchiato dalle persone minacciate e, alla fine dell'episodio, gli compaiono delle mammelle da mucca per aver bevuto il latte della sorella.

## La cometa
Mucca, Pollo, la loro maestra e gli studenti della loro scuola sono in gita a un osservatorio astronomico in cui si studiano le possibili cadute delle comete sulla Terra e qui uno scienziato (Il Rosso) spiega ai bambini che una cometa potrebbe in ogni momento arrivare sul pianeta schiacciando le persone come delle frittelle. A questo punto, Pollo si annoia e per divertirsi attua uno scherzo: mette sopra il telescopio dell'osservatorio una pallina da golf. Non appena Il Rosso guarda nel telescopio, crede che la pallina sia una cometa vera che sta precipitando sulla Terra e tutta la città entra nel caos. Alla fine però Pollo è costretto a dire la verità, facendo arrabbiare tutti i cittadini, che lo costringono a levare la pallina dal telescopio. Quando però la palla viene tolta, Il Rosso nota che sta arrivando una cometa vera. Fortunatamente Pollo riesce a salvare la città, venendo così acclamato come un eroe.

## Il bucato sporco
Il responsabile del giornalino della scuola di Mucca e Pollo viene licenziato e sostituito da un vero e proprio giornalista chiamato Geraldo (Il Rosso), il quale nomina Pollo e Mucca come suoi aiutanti. Il compito di Pollo è quello di raccogliere con Geraldo le notizie sulla scuola, ma si rende conto che il demone gli fa scrivere articoli di stampa scandalistica, e così il pennuto perde l'amicizia di tutti nonostante la sua fama. Una notte Geraldo costringe Pollo a scrivere un articolo scandalistico sulla sorella per vincere il Premio Pulitzer, ma, vedendo Mucca piangere poiché crede che sia colpa sua per gli articoli scritti, Pollo decide di farsi perdonare attuando con la sorella una vendetta contro Geraldo: lo fa entrare senza permesso nella camera di Mamma e Papà. Così Geraldo viene arrestato, finendo rinchiuso nella prigione di Folsom.

## Il castoro grizzly
Mucca e Pollo vanno in Africa insieme ai genitori per vedere il castoro grizzly, un castore gigante temuto in tutto il territorio, e le giraffe mangia uomini. All'inizio i due incontrano delle iene dispettose, ma subito arriva il castoro grizzly che fa scappare tutti gli animali. Nel frattempo arrivano anche le giraffe mangia uomini che rapiscono i due. Mucca si trasforma in Supermucca e affronta le giraffe, ma il castoro ingoia Pollo e ha la meglio su di lei. Supermucca non si dà per vinta, libera il fratello e sconfigge il castoro trasformandolo in benzina da mettere nella macchina, ma subito arriva Il Rosso che dice che la benzina è esplosiva e così subito dopo la vettura esplode. Nel finale le iene dispettose di prima tormentano e inseguono Il Rosso mordendogli il sedere.

## Pollo Smidollato per aquilone
Mucca, Pollo e Pollo Smidollato sono nel giardino di casa e Mucca decide di farsi insegnare dal cugino cosa possa fare per far volare il suo aquilone. I tre vanno così a un lava park, ovvero un luogo vicino ad un fiume di lava, dove Pollo Smidollato racconta una storia di quando lui lavorava in un esercito in cui erano utilizzati anche gli aquiloni, ma, mentre Mucca riesce a far volare il suo aquilone, arriva il barone Von Non-Leiderhosen (Il Rosso) che, avendo il suo aquilone distrutto, tenta di utilizzare prima Mucca e poi Pollo come aquiloni, senza però riuscirci. Il demone decide di utilizzare Smidollato che, non avendo ossa, riesce a volare in cielo benissimo, però il pollo senza ossa rimane impigliato nell'aquilone degli strani Assiro Babbioni (strani uomini in mutande) che si trovano dall'altra parte del fiume di lava, e rischia quindi di cadere nel fiume di lava. Mucca e Pollo riescono a salvare il cugino mentre Il Rosso cade nel fiume di lava. A fine episodio i tre ritornano nel giardino di casa, dove Pollo Smidollato racconta che una volta ha vinto una gara di bowling con la mascella, ma Mucca e Pollo, pensando che il cugino stia scherzando, si mettono a ridere.

## Prima l'uovo o la gallina?
Il Rosso attua uno scherzo a Pollo: mentre quest'ultimo dorme, il demone mette sotto di lui l'uovo di un altro pennuto. Il giorno dopo, quando si accorge dell'uovo, Pollo crede di averlo fatto e l'intera famiglia si prende cura del futuro cucciolo. Intanto Flem ed Earl, saputa la notizia, credono che Pollo sia una femmina ed organizzano persino un appuntamento romantico con lui. Quando Pollo torna dall'appuntamento si ha una grande notizia: l'uovo si sta per schiudere. Tutta la famiglia corre a vedere, ma si rendono subito conto dello scherzo del Rosso, vedendo che il pennuto nato non è un pollo. Pollo, così, inizia ad allevare il suo falso figlio, credendo di non essere un pollo e senza sapere che Il Rosso lo sta guardando dalla finestra.

## Ragazza Buffalo
La casa di Mucca e Pollo viene assediata da delle motocicliste che mangiano ciò che c'è sui tappeti e invitano Mucca ad una partita di softball.

## Mucca e Pollo riciclano
Papà decide di buttare via la sua vecchia poltrona e di comprarne una nuova. Mucca e Pollo decidono intanto di sedervi per l'ultima volta, anche se il padre lo vietava a tutta la sua famiglia in passato. Non appena però Mucca e Pollo si siedono vi rimangono incastrati e i genitori, senza accorgersi di loro, portano la poltrona alla discarica lì vicino. Questa però cade dalla macchina e finisce in un museo del Rosso, il quale afferma che è un'opera artistica chiamata "Pollo-poltrona-muccata". Ognuno desidera comprare la finta opera, finché viene rubata e finisce alla fine dell'episodio a casa di Mamma e Papà, i quali, pensando che sia la poltrona nuova, vi si siedono, senza ancora accorgersi dei figli.

## Prezzo gratis
Pollo riceve come sorpresa in una scatola di cereali una carta di credito, con la quale può comprarsi ciò che desidera, a condizione che paghi. Pollo decide così di comprare con Mucca qualcosa ad un negozio di salsicce e würstel e, dopo aver fatto i conti con un cassiere urlante, riesce a comprarsi delle gomme da masticare ai würstel, ma si dimentica di pagare. Il proprietario del negozio (Il Rosso) cerca di avere i soldi che Mucca e Pollo dovevano pagare a tutti i costi, senza riuscirci. Così ruba a Mucca il giocattolo Calogero il Facocero e minaccia lei e il fratello di dare a lui il conto, altrimenti il facocero giocattolo non sarà più ridato. Quella notte, Mucca e Pollo si presentano dal Rosso, il quale restituisce a Mucca il giocattolo, avendo finalmente i soldi, ma non appena scopre che al posto del denaro ha ricevuto una cicca ai würstel già masticata, appiccica la gomma da masticare ad un lampione e vi sbatte la testa dalla rabbia, finendo così appiccicato sul palo per sempre.

## Viaggio al centro di Mucca
Mamma e Papà insegnano a Pollo come usare una catapulta per lanciare dei sederi di maiale sulla bocca di chi è affamato, in questo caso Mucca. Durante una seconda prova, Pollo lancia sé stesso per errore e viene così ingoiato dalla sorella. I genitori decidono di aiutare il figlio assieme a un pediatra per bambini: il Dr Senza Calzoni (Il Rosso), il quale scopre tramite dei raggi X che Pollo ha già attraversato i tre stomaci di Mucca e ora degli enzimi lo stanno portando al quarto stomaco, luogo in cui sarà digerito. Così il dottore decide di entrare nell'organismo di Mucca, salvando così Pollo e sacrificandosi per lui. Alla fine dell'episodio il Dr Senza Calzoni scopre che il quarto stomaco è in realtà una discoteca.

## Pollo fa il karate
Dopo essere stato picchiato di nuovo dal bullo Dick, Pollo viene convinto dai genitori a frequentare una palestra in cui si fa il karate per difesa. Qui viene allenato dal Rosso in cambio di alcuni soldi per le lezioni. Poco dopo, Pollo va da Dick per affrontarlo, ma quest'ultimo deve fare buone azioni visto che è domenica e non può accettare la sfida. Così Pollo giunge dal Rosso arrabbiato per riavere indietro i suoi soldi, ma questi rifiuta; da questo inizia uno scontro di karate tra i due. Alla fine Pollo, con l'aiuto di Supermucca, riesce a vincere e a riavere dal diavolo i soldi, con i quali crea con Mucca una nuova palestra di karate.

## Una vendita inutile
Pollo organizza un mercatino dell'usato vendendo vecchi giocattoli, tra cui battaglia navale, in cui perde sempre contro la sorella. Passa la sera e nessuno viene al mercatino. Pollo fa in quel momento cadere per la pazienza un prezzo sul terreno del cortile. Improvvisamente arriva Il Rosso che compra tutta la merce in vendita, compreso il cortile poiché il prezzo sul terreno lo fa sembrare un oggetto da comperare. Pollo accetta di dargli il cortile per guadagnare dei soldi, ma il giorno dopo Il Rosso inizia a fare nel cortile dei lavori per scoprire un giacimento di petrolio. I genitori di Mucca e Pollo si arrabbiano moltissimo e ordinano ai figli di riprendersi il cortile mentre non sono in casa, in caso contrario saranno venduti a un suonatore d'organetto. Così Mucca e Pollo sfidano Il Rosso ad una gara di battaglia navale contro Mucca: se perderà dovrà rendere il cortile alla famiglia, altrimenti si impadronirà anche della casa di Mucca e Pollo. Fortunatamente, Il Rosso perde contro Mucca e restituisce il cortile andandosene infuriato. In quel momento esce del petrolio dal sottosuolo e i genitori, appena tornati, si mettono a ridere poiché pensano che Mucca e Pollo abbiano scavato il giacimento per proteggere il cortile. Mucca e Pollo guardano terrorizzati il suonatore d'organetto, al quale non sono stati venduti, suonare con una scimmia scheletrica.

## Incontro con Rosso senza braghe
Mucca e Pollo vedono alla TV uno show diretto dal conduttore Rosso Sackless (Il Rosso) in cui vengono scelti i video più divertenti di America e in cui il vincitore riceverà un milione di dollari canadesi. Mucca e Pollo decidono così di partecipare inviando a Rosso un loro video in cui Mucca si incolla la testa del fratello sopra la sua, ma si dimostra poi impossibile staccare la colla. Chiamati poi a venire allo spettacolo, riescono a vincere la gara, ma Rosso inizia a deriderli perché Pollo è ancora incollato su Mucca, la quale si trasforma in Supermucca, picchia Rosso e stacca Pollo dalla testa che dovrà curarla spendendo i soldi vinti, che equivalgono a soli cinque centesimi statunitensi. Poco dopo Mucca vede in TV un nuovo show diretto in Uganda mostrante i video più divertenti dell'Africa con il nastro adesivo e inizia subito a strappare le penne a Pollo con lo scotch adesivo registrando tutto.

## Chi ha paura del buio?
Dopo aver visto un film horror, Mucca e Pollo sono pronti per andare a dormire, dicendo di volere la luce spenta anche se i genitori cercano di dissuaderli, ma loro dicono di non avere paura del buio. A queste parole Mamma e Papà si spaventano e pensando che questo possa metterli in pericolo con le creature dell'oscurità decidono di chiamare un dottore specializzato in "paura". Ma poco prima che il padre chiami al telefono, subito arriva il dottore, che si rivela niente meno che Il Rosso. Questi cerca in tutti i modi di spaventare Mucca e Pollo, anche coi metodi più assurdi, ma i due non fanno una piega, anzi è lui stesso a spaventarsi coi suoi stessi metodi mentre Mucca e Pollo vogliono solo andare a dormire. A fine episodio Mamma e Papà decidono di adottare Il Rosso, dato che ha paura di tutto. Perciò a fine episodio, nell'ora di colazione, Pollo è seduto nella stessa sedia con Mucca, mentre Il Rosso è seduto sul seggiolone.

## Campionati di chirurgia plastica
Pollo viene scelto dal Rosso per vincere il campionato di chirurgia plastica, mentre Mucca sarà la sua assistente e anche la cheerleader della sua squadra. All'inizio Pollo ha alcune difficoltà con la chirurgia, ma in seguito diventa un ottimo professionista, e diventa così abile da arrivare in finale, dove compete con dei professionisti al suo stesso livello. Però Il Rosso afferma che saranno sfacciati se chiederanno di prendere come soggetto il castoro, il loro punto debole. Sfortunatamente l'arbitro chiede proprio il castoro e Pollo inizia a disperarsi, inoltre arriva anche la polizia canadese che arresta Il Rosso per essersi sfacciato per un dottore di chirurgia plastica, mentre in realtà proviene dall'Oregon ed è un rappresentante di tubi di plastica. Pollo inizia a disperarsi ancora di più, ma Mucca gli fa capire che lui può veramente farcela, purtroppo non sono rimasti altri pazienti per l'operazione e così Pollo decide di farla su stesso. L'intervento funziona e la squadra di Pollo vince, anche se diventa un castoro vero.

## Lo studente straniero
Slappy McCracken, un ragazzo di origini norvegesi, va a scuola di Mucca e Pollo per parlare del problema del suo paese. Subito Mucca si innamora del nuovo arrivato e lo stesso accade anche a quest'ultimo. Perciò i due escono insieme per il pomeriggio, che consente a Mucca di scoprire che la guerra nel paese dell'amante è stata scatenata tanti anni fa dal Rosso, che lanciò un pezzo di formaggio sugli abitanti, i quali si ribellarono togliendo il formaggio dalla scala alimentare e usandolo come arma. Mucca riesce ad aiutare il paese di Slappy, facendogli comprendere che il formaggio è un nutrimento molto gustoso e portando la pace. Mucca è costretta a tornare alle solite abitudini lasciando per sempre Slappy. Pollo cerca di consolare la sorella dicendogli comunque che i genitori non l'avrebbero mai fatta sposare con lui per il suo aspetto animalesco, ma che può sposarsi con Flem ed Earl, facendola però piangere di più.

## Mucca star
Il regista Panzoni (Il Rosso) ha deciso di far girare un film chiamato La bella bambina e organizza un provino per tutte le bambine della città per capire chi interpreterà la bimba protagonista del film. Le madri vogliono a tutti i costi far partecipare le figlie, compresa la madre di Mucca. Alla fine Panzoni sceglie proprio Mucca e, dopo aver fatto girare una scena commovente del film, chiede agli assistenti di togliere la pellicola registrata dalla camera cinematografica, ma scopre che non è stata inserita alcuna pellicola quando si è iniziato a girare il film. Così Panzoni decide di far vedere al suo capo il film, rappresentandolo segretamente con delle ombre cinesi. Nonostante questo, il film viene accettato e uscirà nelle sale.

## Energia perpetua
Mucca e Pollo stanno giocando al piccolo chimico; purtroppo Pollo non vuole farsi aiutare dalla sorella, e così i due bisticciano, finendo col far cadere alcune sostanze nel pavimento, creando così "l'energia perpetua". Nel frattempo Il Rosso, nelle vesti di un militare, vende biscotti alla gente minacciandoli di farli esplodere con il cannone del suo carro armato. Quando si rende conto dell'energia perpetua nella casa di Mucca e Pollo, porta via i due, con il permesso di Mamma e Papà, e li rinchiude in un laboratorio, ordinando loro di ricreare l'energia perpetua. I due ce la mettono tutta, ma alla fine bisticciano di nuovo e finiscono per versare uno dei liquidi a Skippy, il criceto che Mamma e Papà avevano e che per via di un esperimento ha due teste, ma che adesso appartiene al Rosso. Purtroppo a causa della fiala il criceto ottiene una terza testa e diventa molto più grosso e rapisce Pollo e Il Rosso. Così Mucca si trasforma in Supermucca e con delle sostanze di una fabbrica rimpicciolisce Skippy e salva Pollo, però anche Il Rosso viene rimpicciolito insieme al criceto e così alla fine si ritrova a restare in gabbia con lui e girargli la ruota.

## Pollo malvagio
È l'ora della verifica a scuola e l'insegnante dà a Pollo il compito di fare 1000 fotocopie del test e a Mucca quello di accompagnarlo e di proteggerlo dalla "Fatina delle fotocopie". Pollo non crede alla fatina e fa un sacco di fotocopie di lui e Mucca, rompendo la fotocopiatrice, così i due vanno nel luogo più vicino a fare altre fotocopie, ma all'improvviso arriva Il Rosso che, nelle vesti della fatina delle fotocopie, dà vita a un pollo di carta che diventa malvagio e tenta di uccidere il vero "Pollo", ma dopo un breve inseguimento il falso pollo finisce nel tritacarte e muore, mentre i due alla fine si accorgono della fatina che è rimasta appiccicata in un acchiappamosche.

## Stai sveglio
Dopo aver mangiato un'intera scatola di cereali coperti di fiocchi di caffè, Pollo non riesce più ad addormentarsi, così per aiutarlo Mucca prova con diversi rimedi fino a quando Pollo non impazzisce del tutto e scappando corre per tutta la città. Mucca per calmarlo lo riempie di latte caldo facendolo addormentare, anche se alla fine Pollo impazzisce di nuovo perché Mamma e Papà gli danno per colazione altri cereali al caffè.